# Atractylocarpus alticaulis
Atractylocarpus alticaulis là một loài Rêu trong họ Dicranaceae. Loài này được (Broth.) R.S. Williams mô tả khoa học đầu tiên năm 1928.